# Campagne de vaccination contre la Covid-19 en France
 (septembre 2021).

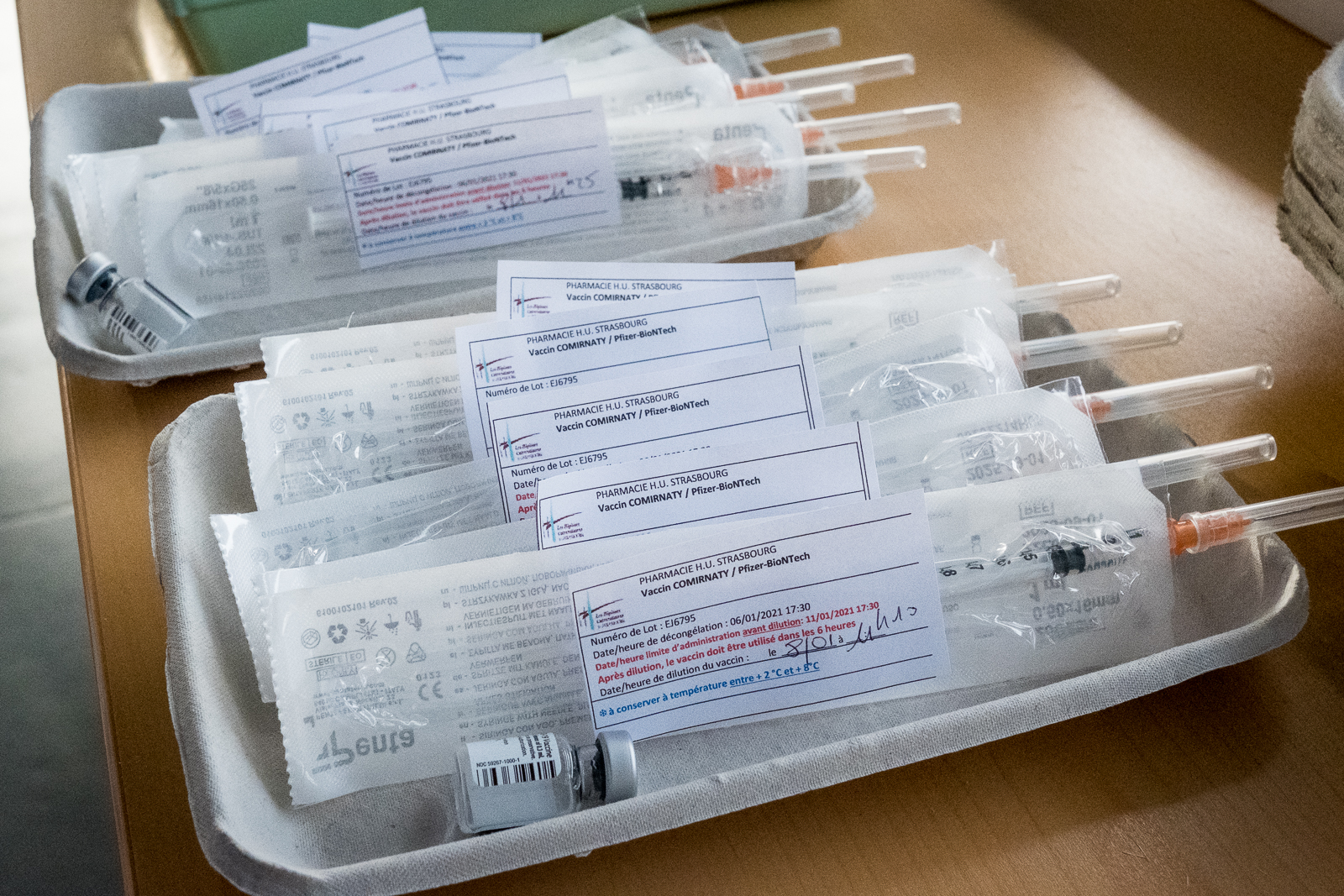
Vaccins Comirnaty prêts à être injectés dans un centre de vaccination le 8 janvier 2021 à Strasbourg.

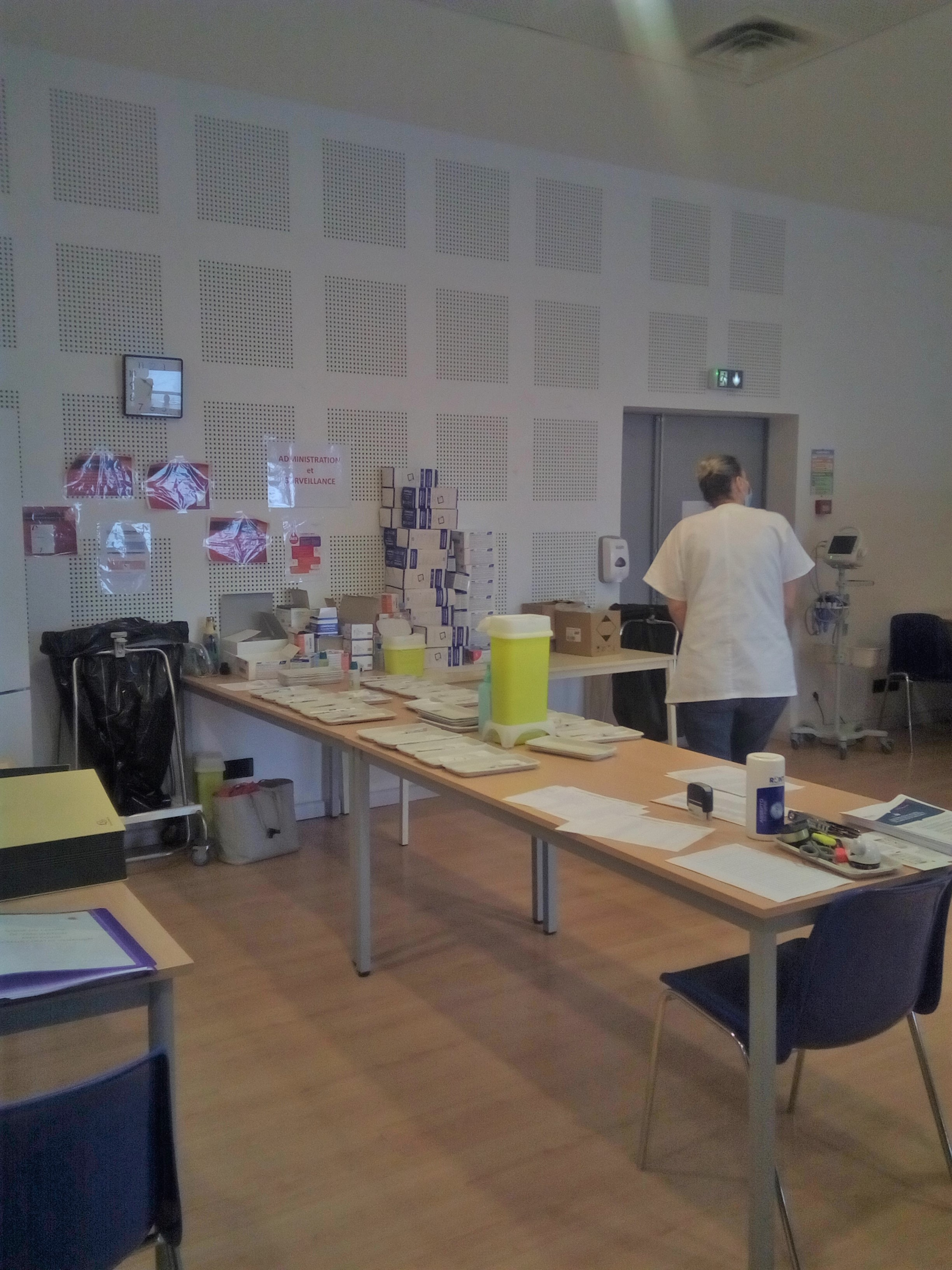
Installations des infirmières du centre de vaccination de Carpentras.

La campagne de vaccination contre la Covid-19 en France (hors collectivités d'outre-mer) vise la maladie à coronavirus qui est apparue en décembre 2019 à Wuhan avant de se propager à travers le monde. Cette campagne se fait de manière concertée avec les pays de l'Union européenne et de l'espace économique européen.
Elle a permis, jusqu'en janvier 2022, la vaccination (schéma complet) de plus de 52 millions de français, soit 77,2 % de la population totale.

## Historique
La campagne de vaccination démarre en France le 27 décembre 2020.

### Un lent démarrage
Selon le ministère de la Santé, la France reçoit 500 000 doses de vaccin par semaine, dès début janvier 2021.
Le gouvernement avait prévu un démarrage lent et progressif de la vaccination, afin de ne courir aucun risque. Toutefois, la presse et les spécialistes s'inquiètent dès le 3 janvier 2021 de la lenteur de la mise en œuvre de la vaccination sur le terrain. Les choix gouvernementaux sont mis en cause, notamment :
- le choix de vacciner en priorité dans les EHPAD alors que ceux-ci ne sont souvent pas prêts à le faire, par manque de moyens humains ou de matériel frigorifique ; par comparaison, la stratégie vaccinale de l'Allemagne où 50 fois plus de personnes ont été vaccinées pendant la première semaine, passe par une vaccination de masse dans les rues[3] ;
- le principe de la consultation préalable par un médecin et du recueil du consentement des familles pour les personnes juridiquement incapables[4] ;
- une logistique inutilement complexe et bureaucratique : un EHPAD doit réclamer le vaccin à l'un des 4 000 pharmaciens de ville, qui demande à son tour et se fait livrer par 5 plateformes nationales qui s'appuient sur 135 GHT[5] ; la France n'a pas fait appel à l'armée pour aider au transport du vaccin, comme c'est le cas en Allemagne, en Italie[6] et aux États-Unis.

Même le président de la République, Emmanuel Macron, aurait déclaré : « Nous sommes sur un rythme de promenade en famille, ce n’est à la hauteur ni du moment, ni des Français. »
Face aux critiques, le gouvernement prend en urgence plusieurs mesures, annoncées le 31 décembre 2020 puis le 7 janvier 2021 :
- élargissement de la phase 1 de vaccination aux personnels soignants, pompiers et aides à domicile de plus de 50 ans[10] ;
- nomination d'un nouveau patron, Laetitia Buffet, à la tête de la « task force » interministérielle chargée de la logistique de la vaccination, à la place de Louis-Charles Viossat[11],[12] ;
- décision d'avancer de plus d'un mois, au 18 janvier 2021, le début de la vaccination des personnes de plus de 75 ans ;
- décision qu'en cas de pénurie la 2e dose du vaccin Pfizer pourra être injectée 6 semaines après la première dose, au lieu des 3 semaines prévues initialement[9] ;
- confirmation que le consentement du patient vacciné peut être verbal (et non obligatoirement écrit) et qu'il n'y a pas de délai de rétractation obligatoire[9].

### Disponibilité des vaccins
La France doit bénéficier de 15 % des doses acquises par l'Union européenne. Contrairement à quelques pays de l'Union (dont la Hongrie), la France a renoncé à commander directement des vaccins russes ou chinois non commandés par la centrale d'achat européenne et/ou non agréés par l'Agence européenne du médicament.

Origine des 105 millions de doses reçues dans l'Union Européenne au 1er trimestre 2021 :
Le graphique qui aurait dû être présenté ici ne peut pas être affiché car il utilise l'ancienne extension Graph, désactivée pour des questions de sécurité. Des indications pour créer un nouveau graphique avec la nouvelle extension Chart sont disponibles ici.

Origine des 360 millions de doses commandées par l'Union Européenne pour le 2e trimestre 2021 : 
Le graphique qui aurait dû être présenté ici ne peut pas être affiché car il utilise l'ancienne extension Graph, désactivée pour des questions de sécurité. Des indications pour créer un nouveau graphique avec la nouvelle extension Chart sont disponibles ici.

Plusieurs problèmes surgissent au cours du 1er trimestre 2021 : 
- La plupart des fabricants de vaccins n'arrivent pas à tenir le rythme des livraisons auquel ils se sont engagés
  - soit pour cause de tests phase 3 non satisfaisants (Sanofi)
  - soit pour retard d'homologation (Janssen)
  - soit pour cause d'insuffisance de production (Moderna)
  - soit par suite d'un blocage des exportations du pays producteur (AstraZeneca)
- Certains vaccins sont insuffisamment testés auprès de certains publics ou bien ont des effets secondaires imprévus.

C'est ainsi que le vaccin d'AstraZeneca-Oxford contre la Covid-19 ne doit d'abord pas être administré aux personnes âgées de plus de 55 ans faute des tests. Quelques semaines plus tard, les tests ayant démontré que ce vaccin serait plus efficace pour les personnes âgées et qu'il y aurait des cas rarissimes de mort par thrombose chez des patients jeunes, le même vaccin est réservé aux personnes de plus de 55 ans mais ne doit pas être administré aux plus jeunes. Il en va de même pour le vaccin de Janssen.
Le graphique qui aurait dû être présenté ici ne peut pas être affiché car il utilise l'ancienne extension Graph, désactivée pour des questions de sécurité. Des indications pour créer un nouveau graphique avec la nouvelle extension Chart sont disponibles ici.

### Troisième dose
La campagne de rappel a débuté le 1er septembre 2021. Depuis le début de la campagne, 20 556 498 personnes ont reçu une dose de rappel selon le ministère de la Santé. Plus des trois quarts des personnes ayant reçu leur dernière dose sept mois plus tôt ont reçu un rappel, au 19 décembre.
Au 9 janvier 2022, plus de 28,2 millions de personnes sur 53 239 828 millions de personnes ont reçu une dose de rappel.

### Ouverture de la vaccination aux enfants
La campagne de vaccination des enfants à partir de 5 ans avec les vaccins pédiatriques Comirnaty et Spikevax s'ouvre en janvier 2022 et ne décolle pas. Elle atteint rapidement un plateau à environ 3 % pour les 5-9 ans et 10 % pour les 10-11 ans.
L'agence européenne du médicament autorise et recommande les vaccins à destination des 6 mois - 5 ans le 19 octobre 2022, mais en décembre 2022 la France n'a toujours élargi la campagne de vaccination à cette tranche d'âge.

### 2025
En 2025, la vaccination contre le Covid-19 est recommandée chaque année à l’automne, notamment pour les personnes de 65 ans et plus, les publics à risque (comorbidités, immunodépression, femmes enceintes, résidents d’EHPAD/USLD) et les professionnels en contact avec des personnes vulnérables. Une dose supplémentaire est recommandée au printemps pour les plus de 80 ans, les immunodéprimés et les personnes à très haut risque. La vaccination peut être réalisée en même temps que celle contre la grippe et le VRS. Les vaccins à ARN messager adaptés aux variants en circulation sont privilégiés, avec une alternative possible (Nuvaxovid) en cas de contre-indication ou de refus. Toute personne volontaire peut aussi se faire vacciner.

## Disparité régionale
La campagne de vaccination en France connait des disparités régionales, par exemple le nombre de vaccinés est trois fois moindre en Martinique comparé à la métropole. Les disparités locales ou sociales s'observent également entre les communes ou à l'intérieur d'une même agglomération.

### Disparités intra-métropolitaines
Hors outre-mer les deux régions les plus en retard sur la vaccination sont la Corse et PACA.
Le graphique qui aurait dû être présenté ici ne peut pas être affiché car il utilise l'ancienne extension Graph, désactivée pour des questions de sécurité. Des indications pour créer un nouveau graphique avec la nouvelle extension Chart sont disponibles ici.

Le graphique qui aurait dû être présenté ici ne peut pas être affiché car il utilise l'ancienne extension Graph, désactivée pour des questions de sécurité. Des indications pour créer un nouveau graphique avec la nouvelle extension Chart sont disponibles ici.

### Régions et départements d'outre-mer
La vaccination en outre-mer dépend de différents facteurs : démarrage tardif, réticences culturelles ou religieuses, attachement à la médecine traditionnelle prodiguée par les plantes ou une certaine défiance envers les produits scientifiques (liée au chlordécone).
À la Réunion, 50 % de la population a reçu une première dose au 23 août 2021.
Le graphique qui aurait dû être présenté ici ne peut pas être affiché car il utilise l'ancienne extension Graph, désactivée pour des questions de sécurité. Des indications pour créer un nouveau graphique avec la nouvelle extension Chart sont disponibles ici.

Dans l'île de la Réunion, la vaccination a commencé par les seniors comme en métropole, mais la population jeune y étant plus nombreuse, le taux de vaccination y est plus bas.
Le graphique qui aurait dû être présenté ici ne peut pas être affiché car il utilise l'ancienne extension Graph, désactivée pour des questions de sécurité. Des indications pour créer un nouveau graphique avec la nouvelle extension Chart sont disponibles ici.

Le graphique qui aurait dû être présenté ici ne peut pas être affiché car il utilise l'ancienne extension Graph, désactivée pour des questions de sécurité. Des indications pour créer un nouveau graphique avec la nouvelle extension Chart sont disponibles ici.

Le graphique qui aurait dû être présenté ici ne peut pas être affiché car il utilise l'ancienne extension Graph, désactivée pour des questions de sécurité. Des indications pour créer un nouveau graphique avec la nouvelle extension Chart sont disponibles ici.

### Pays d'outre-mer
La Polynésie française est la collectivité nationale la plus touchée par le rebond épidémique lié au variant Delta. En Polynésie, les différents cultes ont pris des positions variées sur la vaccination :
- l'église catholique — qui fédère 38 % des Polynésiens — considère officiellement que « La vaccination reste à ce jour le meilleur moyen de protection qui permettra de ranger au plus vite ces contraintes au rayon des souvenirs »  en accord avec le Pape François. « L’Église catholique est favorable à ce que les gens acceptent de se faire vacciner, d'abord pour se protéger eux-mêmes et pour protéger l'ensemble de la population » et en même temps certains expriment des doutes sur le caractère nouveau des vaccins ;
- l'église protestante — qui englobe 40 % des Polynésiens — affiche une distance sur cette question et attend le « respect de la liberté et de la dignité de chacune et de chacun au regard de la vaccination Covid 19 », sur la base de « toutes les informations » nécessaires à un « choix éclairé » ;
- d'autres mouvements plus petits affichent des positions parfois ambivalentes : les témoins de Jéhovah considèrent que « Nous ne sommes pas contre la vaccination. Nous estimons simplement que c'est une question médicale et d'ordre personnel. Aucun principe biblique ne nous amène à être contre la vaccination. » ; la Communauté du Christ, trois fois plus grosse que les témoins de Jéhovah, considère que « Nous encourageons nos membres à aller se faire vacciner » ; les Mormons ont attendu « l'explosion de l'épidémie due au variant Delta et la saturation des structures médicales du fenua  » pour promouvoir la vaccination[25].

### Nouvelle-Calédonie (collectivité sui generis)
La Nouvelle-Calédonie ne compte que 30 % de vaccinés et redoute l'arrivée du coronavirus sur son territoire. Elle s'en prémunit d'abord par une quarantaine de sept jours pour les vaccinés et de quatorze jours pour les non vaccinés, mais une décision contestée de la justice — et donc de l’État — a fragilisé cette position.
Pour contester cette décision judiciaire et pour se protéger, le président indépendantiste du gouvernement de Nouvelle-Calédonie — convaincu que la seule solution reste la vaccination — a interrompu les vols extérieurs.
Pour le Medef, la vaccination a pris une tournure politique sur la question du troisième référendum prévu en décembre sur l'indépendance du territoire : les indépendantistes trouvent méprisante la justice de l’État et envisagent d'annuler tous les vols de Métropole, alors que leurs adversaires considèrent que sans la France ni le vaccin ni le sas sanitaire n'auraient pas pu être subventionnés.

En Nouvelle-Calédonie où seulement 28,41 % de la population est totalement vaccinée, l'objectif affiché d’atteindre les 75 % des 271 000 habitants n'est pas atteint. Le gouvernement indépendantiste est inquiet de la situation de la Polynésie française, où 1 200 cas de Covid sont recensés pour 100 000 habitants : 

« Nos frères polynésiens nous disent qu'ils en sont à choisir les malades. Nous ne voulons pas vivre ça alors il faut que tout le monde s'y mette. »

Un amendement sera déposé au Congrès, pour rendre la vaccination obligatoire et atteindre une immunité collective d’ici la fin de l'année, soit 80 %.
Pour Charles Froger, maître de conférences en droit public à l'Université de la Nouvelle-Calédonie, la collectivité à la compétence pour imposer cette mesure, car « la politique vaccinale est une compétence exclusive de la Nouvelle-Calédonie ». Il estime que « la vaccination obligatoire reste juridiquement possible dès lors qu’elle poursuit un objectif de santé publique et individuelle. La jurisprudence du Conseil d'État rappelle que sa légalité repose notamment sur l'existence d'un bilan bénéfices/risques favorable à la vaccination ».

## Stratégie de vaccination

### Principes
La stratégie de vaccination initialement définie par la Haute Autorité de santé française est de vacciner en priorité les personnes âgées les plus vulnérables ainsi que le corps médical qui est à leur contact.
En outre, le gouvernement a décidé que la vaccination est :
- Non obligatoire ;
- Gratuite ;
- Sous haute sécurité selon le principe : tester, alerter, protéger[29].

Les lieux de dépistage sont disponibles sur le site sante.fr, avec un filtre sur tests RT-PCR ou tests antigéniques, département par département.

### Instances consultatives
En décembre 2020, le Gouvernement nomme douze membre du Conseil d’orientation de la stratégie vaccinale, présidé par le professeur Alain Fischer,.
Le Conseil économique, social et environnemental, saisi par le Premier ministre, met en place une Commission temporaire dédiée à la vaccination, qui s’appuie sur un collectif citoyen et une plateforme de participation. Plusieurs propositions ont été remises au Professeur Fischer. Le collectif citoyen termine sa mission en septembre 2021.

### Phases
Dès l'ouverture de la campagne, le 27 décembre 2020, plusieurs phases sont prévues.

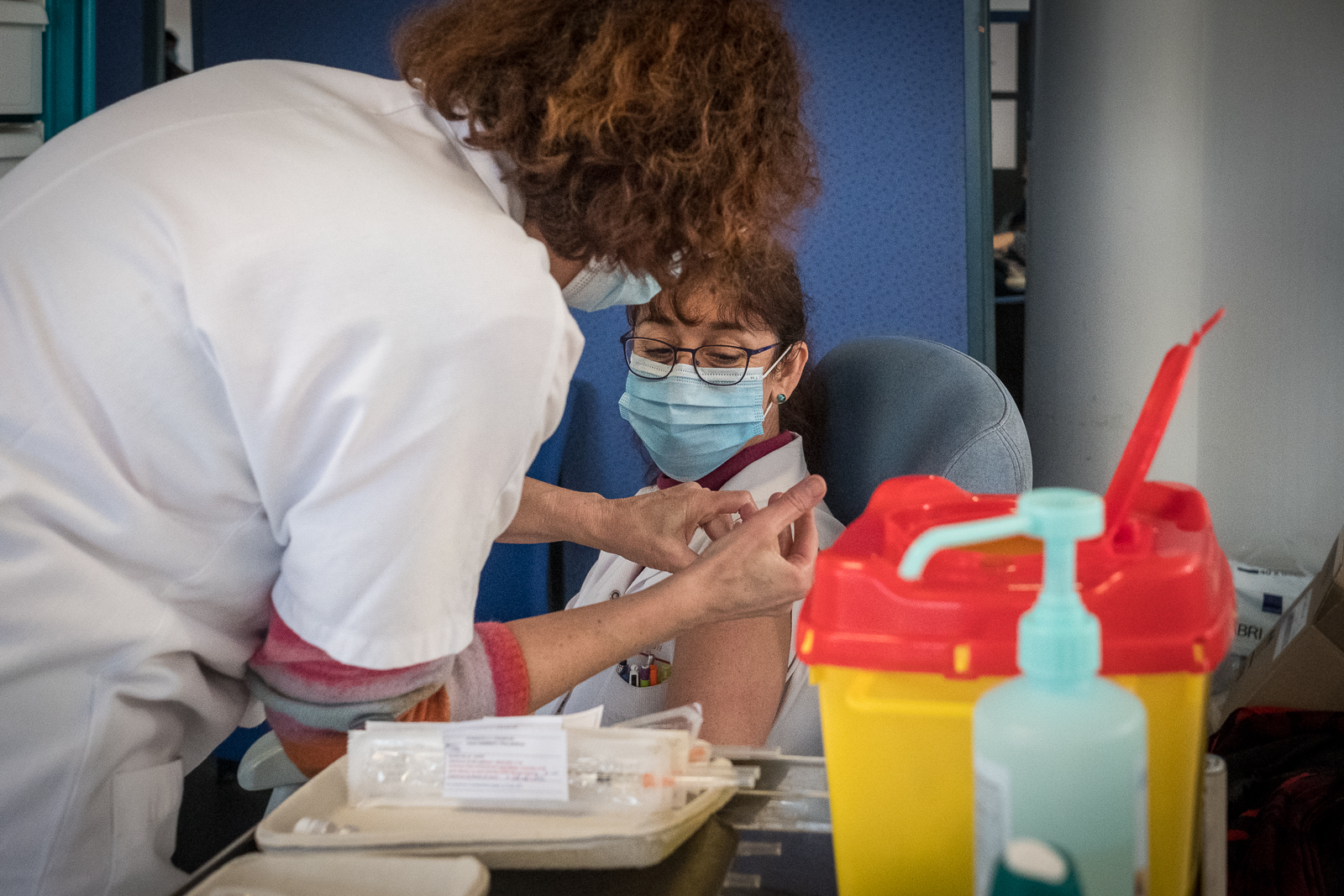
Vaccination d‘une personnelle de santé aux Hôpitaux universitaires de Strasbourg le 8 janvier 2021.

La première phase de vaccination concerne les publics les plus prioritaires : les résidents d'EHPAD et d'ESMS, qui représentent 30 % des décès alors qu'ils ne forment que 1 % de la population française. La vaccination est ensuite ouverte le 2 janvier aux soignants (y compris libéraux) de plus de 50 ans puis le 5 janvier aux aides à domicile de plus de 50 ans.

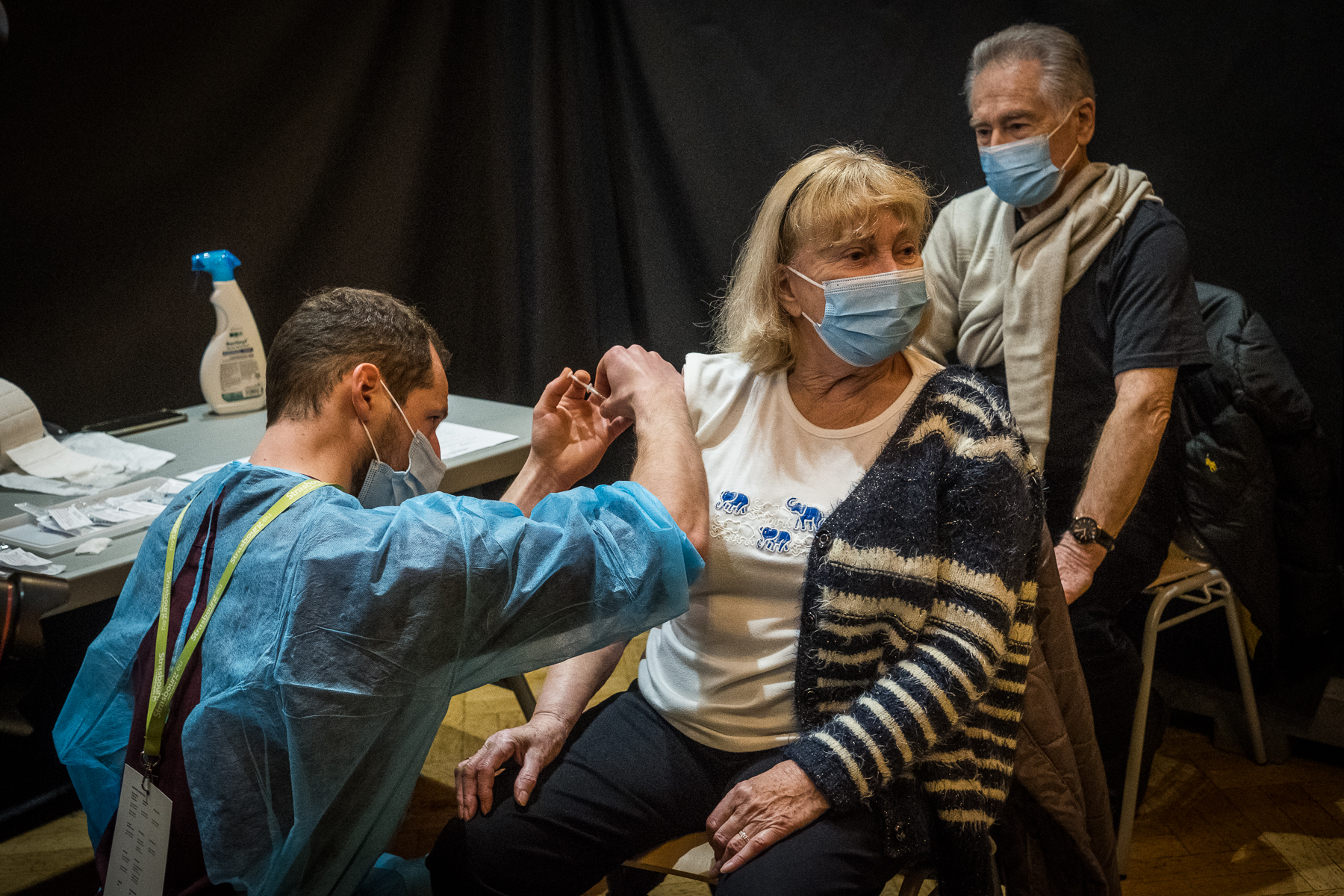
Vaccination de personnes âgées de plus de 75 ans à Strasbourg le 18 janvier 2021.

La deuxième phase concerne les personnes à haut risque. Dès le 18 janvier, peuvent être vaccinées les personnes âgées de 75 ans ou plus ne résidant pas en ESMS ou en EHPAD. Cette phase concerne 5 millions de personnes, sous condition d'une inscription préalable. À compter du 27 mars, cette phase est élargie aux personnes de 70 ans et plus. Dès début mars, la vaccination est ouverte aux personnes âgées de 65 à 74 ans inclus grâce au vaccin AstraZeneca dont la température de conservation (entre 2 °C et 8 °C) permet la vaccination en ville.
À partir du printemps, la vaccination est étendue (troisième phase) :
- aux personnes âgées de 50 à 64 ans[37] ;
- aux personnes précaires et au personnel les accompagnant ;
- aux personnes vivant en lieu clos ou en hébergement collectif ;
- aux personnes présentant des comorbidités : obésité, bronchopneumopathie chronique obstructive et insuffisance respiratoire, hypertension artérielle compliquée, insuffisance cardiaque, diabètes de type I et II, insuffisance rénale chronique, cancers et maladies hématologiques malignes actifs et de moins de 3 ans, trisomie 21, personnes ayant reçu des transplantations d'organes ou de cellules souches hématopoïétiques.
- aux personnes travaillant dans un secteur essentiel et en contact avec du public (éducation, sécurité, alimentation).

Initialement, il est prévu que les adultes de moins de 50 ans puissent se faire vacciner le 15 juin, mais une accélération est réalisée avec l'ouverture de la vaccination pour tous les adultes dès le 31 mai.
Le 28 mai, l'Agence européenne des Médicaments se prononce en faveur de la vaccination des 12-15 ans avec le vaccin Pfizer-BioNTech. Si dans le calendrier initial, il n'est pas prévu de vacciner les personnes de moins de 18 ans en France, Emmanuel Macron annonce, à l'occasion de son déplacement dans le Lot le 2 juin, que les adolescents de 12 à 18 ans pourront se faire vacciner à partir du 15 juin. Seul vaccin homologué pour cette tranche d'âge en Europe, le vaccin de Pfizer-BioNTech sera le seul à pouvoir être administré.

### Adaptation de la stratégie et de ses principes
Le plan de vaccination a dû être modifié maintes fois :
- La vaccination des personnes ayant déjà eu l'infection n'était pas prévue initialement. Par la suite, il a été admis que ces personnes pouvaient recevoir seulement une dose du vaccin.

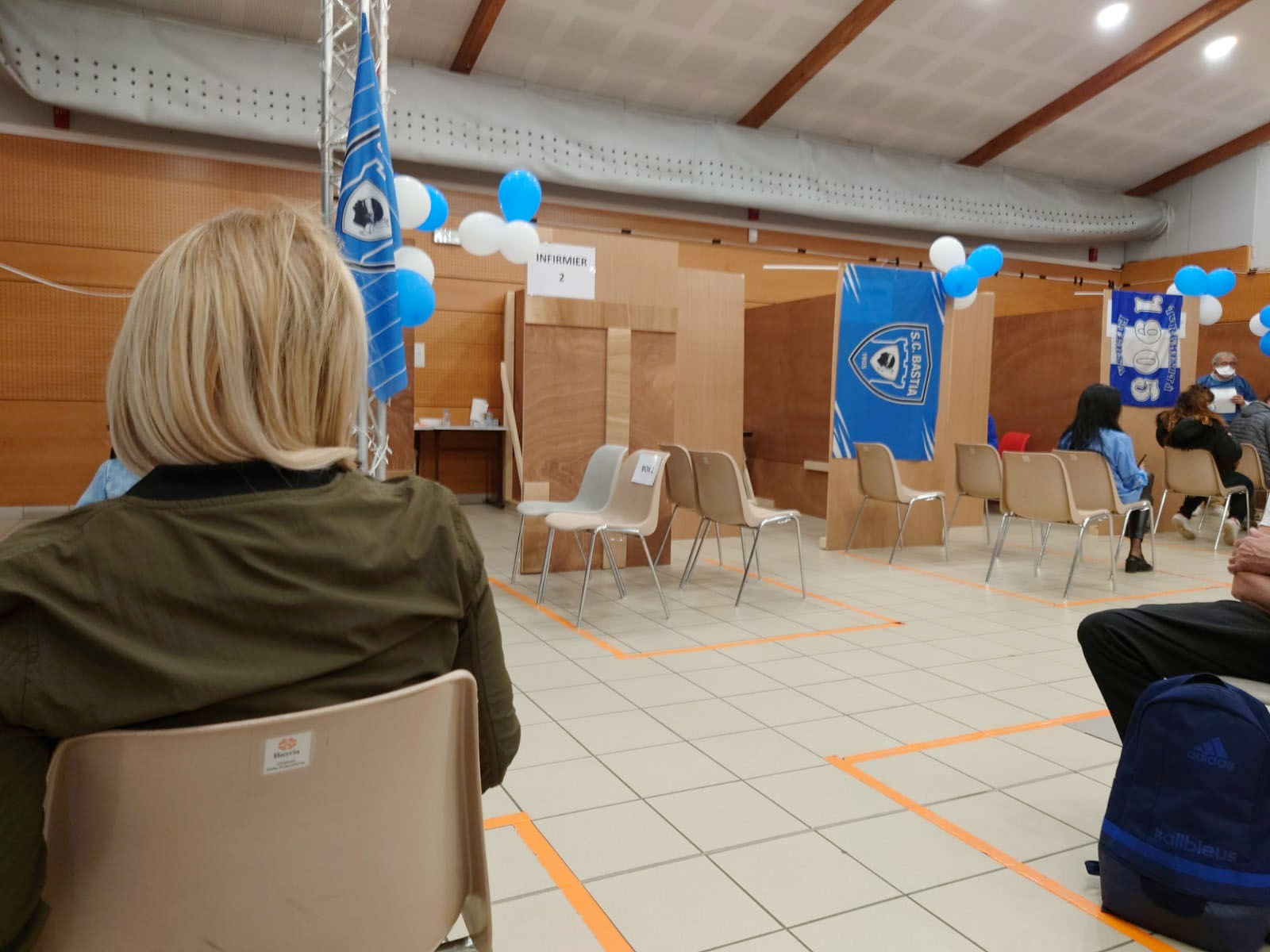
Au centre de vaccination de Bastia, toute personne majeure peut se faire vacciner au Pfizer-BioNTech depuis le 30 avril 2021
Photo prise le 2 mai 2021

- Lorsqu'il a été décidé que les vaccins Janssen et AstraZeneca seraient réservés aux publics de plus de 55 ans, il a été possible d'ouvrir la vaccination par anticipation à tous les publics de cette tranche d'âge.
- Le gouvernement a aussi dû tenir compte de particularismes régionaux, ce qui a de facto permis de vacciner plus rapidement la Corse que les autres régions[40]. Par ailleurs, l'épidémie ayant flambé dans la banlieue Est de Paris en mars 2021, cette banlieue a reçu une priorité dans les livraisons de vaccins. L'existence de variants réputés dangereux en Moselle a donné la priorité dans ce territoire aux vaccins réputés efficaces contre les variants, c'est-à-dire aux vaccins Pfizer et Moderna qui sont à base d'ARNm[41].
- Alors que le calendrier initial ne prévoyait pas de vacciner les adolescents de moins de 18 ans en France, il est finalement décidé d'ouvrir la vaccination aux adolescents de 12 à 18 ans à partir du 15 juin[42]. Le 9 juin 2021, le Comité consultatif national d'éthique émet des réserves sur la rapidité de la décision sur la vaccination des adolescents[43]. Une forte baisse des prises de rendez-vous est rapportée par Doctolib le 12 juin 2021, de l'ordre de 44 % par rapport à la semaine du 12 mai, démontrant une baisse de régime de la vaccination[44]. Le seuil des 30 millions de Français ayant reçu leur première dose de vaccin est atteint le 12 juin, avec un peu d'avance sur le calendrier (15 juin)[45].

### Communication gouvernementale
La campagne de vaccination et ses stratégies sont devenues un sujet politique à part entière durant la pandémie. En effet, durant le premier confinement d’avril 2020, il était reporté que si un vaccin contre la COVID-19 était créé, presque un quart des Français ne l’utiliserais pas. Ce résultat étant en partie dû à un manque de confiance du gouvernement, le fait de convaincre la population de se faire vacciner pour limiter les effets du virus s’est donc retrouvé au cœur du défi d’Emmanuel Macron et de la Santé publique une fois le vaccin développé. Tout un plan de communication politique a dû alors être développé afin de crédibiliser les vaccins et de les administrer au plus grand nombre de personnes possible.
La télévision, la radio, et les réseaux sociaux ont été des canaux essentiels pour le gouvernement afin de faire passer leur message. Régulièrement, des publicités caractérisées comme « touchantes » mettant en scène des familles, des personnes âgées, des personnes à risque ayant hâte de retrouver leurs proches étaient diffusées avec un message incitant à la vaccination. Cette mobilisation des médias de masse a donc permis à la campagne de toucher le plus de personnes possibles.
De plus, durant le journal de 20h de TF1, le journal de plus regardé en France, le ministère de la Santé présentait les chiffres indiquant le nombre de nouveaux vaccinés, mais aussi les chiffres quotidiens de décès en lien avec la COVID-19, et cela par région. Ces statistiques, aussi postées sur les réseaux sociaux, ont permis à la population de voir l’ampleur de la situation, et les tableaux présentés notaient le fait que le taux de décès était moins important parmi les personnes vaccinées.
Aussi, Emmanuel Macron effectuait régulièrement des interventions télévisées faisant un point sur la situation et indiquant les nouvelles mesures à suivre, si les avancées des vaccinations allaient de bon train et que le nombre de personnes hospitalisées diminuait, les mesures prises par le gouvernement variaient, les annonces pouvaient être un relâchement du confinement ou bien alors l’entrée en vigueur d’un passe sanitaire. Ces allocutions étant régulières, bien qu’ayant pour but d’informer les Français et Française et de créer de la proximité entre la population et le gouvernement, ont cependant fait en sorte que les paroles de président ont perdu du poids, et donc de la crédibilité aux yeux de nombreux citoyens. C’est pour cela qu’a été créé le Conseil scientifique Covid-19. Ce conseil avait pour but de produire des rapports hebdomadaires sur la situation sanitaire, rapport qui venait de sources scientifiques, donc vues comme plus crédibles auprès de certains citoyens.
La communication politique du gouvernement durant la campagne de vaccination de la Covid-19 a donc mobilisé les médias de masse afin de partager les discours gouvernementaux et de transmettre des idées à la population. De plus, le gouvernement a fait appel à des expertises scientifiques afin que le message de se faire vacciner soit adopté et compris par un plus grand nombre de personnes.

#### Controverses
À la suite de toute cette campagne de communication, de nombreuses personnes, notamment les opposants du gouvernement, ont dénoncé cette campagne comme brimant la liberté individuelle de chacun et étant omniprésente dans la vie de tout le monde. En plus de douter de l’efficacité des vaccins, de nombreux manifestants se sont rassemblés dans les rues demandant la démission du président, jugé incompétent et tenant un discours irrégulier selon eux. De plus, des revues scientifiques telles que l’ADSP (Actualité et dossier en santé publique), pointe du doigt le fait que le gouvernement n’a pas assez de savoir scientifique au sujet de l’évolution du virus, et que cela est compensé par une communication plus régulière, mais de moindre qualité. La communication du gouvernement est alors jugée comme non fiable par certains groupes et ayant uniquement pour but d’attirer de l’électorat politique.

## Vaccins administrés
| Âge                          | date de démarrage                                        | Public concerné                                                                                               | Vaccin administré                                                            |
| ---------------------------- | -------------------------------------------------------- | --- | ---------------------------------------------------------------------------- |
| 12-18 ans                    | 15 juin                                                  | - | Pfizer, Moderna                                                              |
| tous âges à partir de 18 ans | actuel                                                   | Résidents et personnel soignant des maisons de retraite                                                       | Tous vaccins AstraZeneca et Janssen ne sont pas proposés aux moins de 55 ans |
| tous âges à partir de 18 ans | actuel                                                   | Tous publics à Bastia (Corse) Enseignants, forces de l'ordre (et certaines professions à fort contact humain) | Tous vaccins AstraZeneca et Janssen ne sont pas proposés aux moins de 55 ans |
| tous âges à partir de 18 ans | actuel                                                   | Professionnels de santé, pompiers, aides à domicile en situation de risque                                    | Tous vaccins AstraZeneca et Janssen ne sont pas proposés aux moins de 55 ans |
| tous âges à partir de 18 ans | 12 mai                                                   | Tous publics majeurs sous réserve de disponibilité de vaccin                                                  | Pfizer, Moderna                                                              |
| 18-49 ans                    | actuel                                                   | Grand public handicapé, en foyer médicalisé ou étab. spéc.                                                    | Pfizer, Moderna                                                              |
| 18-49 ans                    | actuel                                                   | Grand public à risque                                                                                         | Pfizer, Moderna                                                              |
| 18-49 ans                    | 31 mai                                                   | Tous grand public en bonne santé                                                                              | Pfizer, Moderna                                                              |
| 50 ans et plus               | actuel                                                   | Plus de 55 ans, dans 20 métiers à haut risque                                                                 | AstraZeneca, Janssen : public prioritaire coupe-file                         |
| 50 ans et plus               | actuel                                                   | Grand public handicapé, en foyer médicalisé ou étab. spéc.                                                    | Tous vaccins AstraZeneca et Janssen réservé aux plus de 55 ans               |
| 50 ans et plus               | actuel                                                   | Grand public à risque                                                                                         | Tous vaccins AstraZeneca et Janssen réservé aux plus de 55 ans               |
| 50 ans et plus               | actuel pour les 55 ans et plus 10 mai à partir de 50 ans | Tous grand public en bonne santé                                                                              | Tous vaccins AstraZeneca et Janssen réservé aux plus de 55 ans               |

Après avoir d'abord annoncé que le vaccin AstraZeneca ne devrait pas être administré aux 65 ans et plus, le gouvernement porte l'âge limite à 75 ans le 2 mars 2021, à la suite de la version preprint d'une étude anglo-écossaise présentée sur la revue The Lancet et à des avis favorable de l'OMS et de la Haute Autorité de Santé.
À compter du 19 mars 2021, le vaccin AstraZeneca est réservé en France aux plus de 55 ans.

## Disponibilité des vaccins
Le tableau suivant donne les livraisons en France des différents vaccins délivrés dans l'Hexagone depuis le début de la crise. La France reçoit au moins 15 % des doses commandées par l'Union européenne. Parmi les fournisseurs, AstraZeneca est de loin le plus en retard par rapport à ses engagements initiaux : sur le 1er trimestre 2021, il est prévu qu'AstraZeneca livre à l'Union européenne 30 millions de doses alors que la prévision initiale était de 120 millions,.
Le graphique qui aurait dû être présenté ici ne peut pas être affiché car il utilise l'ancienne extension Graph, désactivée pour des questions de sécurité. Des indications pour créer un nouveau graphique avec la nouvelle extension Chart sont disponibles ici.

Nombre total de doses qui ont été livrées depuis le début de la campagne jusqu'au 18 juillet 2021 : 73 302 410, dont :
- Pfizer : 52 774 410, soit environ 72 %
- AstraZeneca : 10 731 000, soit environ 15 %
- Moderna : 7 417 200, soit environ 10 %
- Janssen : 2 379 800, soit environ 3 %

## Organisation de la vaccination

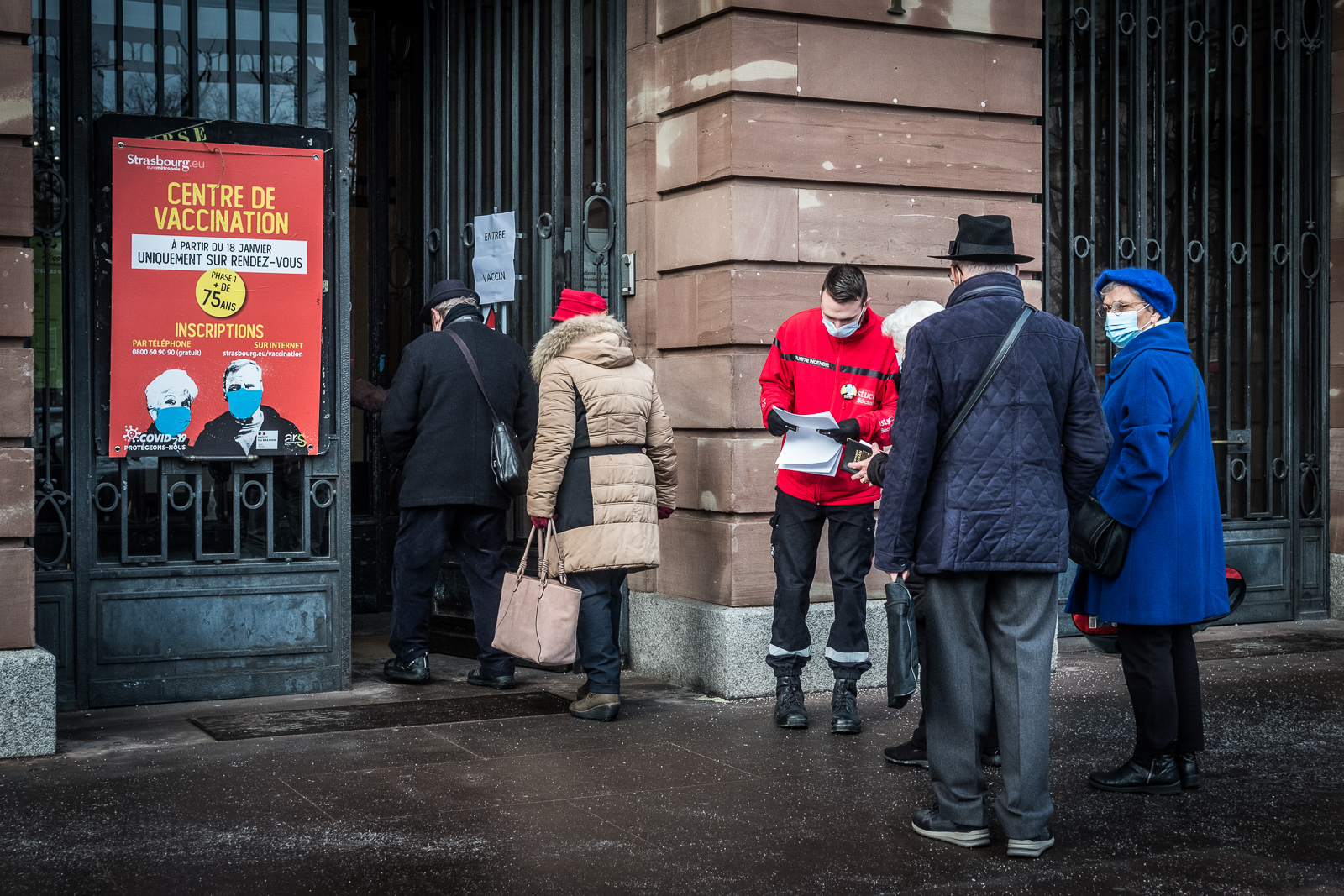
Centre de vaccination Covid 19 à Strasbourg le 8 janvier 2021.

La France avait initialement prévu d'organiser d'une part la vaccination dans les EHPAD et ESMS ainsi que dans les hôpitaux pour les personnes concernées, et d'autre part chez les médecins généralistes pour la population générale, en n'instaurant pas de centres de vaccination de masse comme dans certains pays tels que l'Allemagne ou Israël.
Face aux critiques de la lenteur de la vaccination, il a été finalement décidé d'aménager des centres de vaccination dès janvier, à savoir 300 dès le 11 janvier et 600 fin janvier. Une centaine d'hôpitaux ont également participé à la vaccination, notamment des soignants.
Les autorités sanitaires françaises mettent à la disposition du grand public la liste des lieux de vaccination, département par département. Les informations proviennent :
- des Agences régionales de santé pour ce qui est des informations du type : intitulé du centre, adresse, numéro de téléphone ;
- des éditeurs de service de prise de rendez-vous en ce qui concerne les liens menant vers la page de chaque centre sur leurs sites.

Ces données sont importées quotidiennement sur le site Santé.fr à partir de la base AtlaSanté.
Le planning d'ouverture de la vaccination aux différentes classes d'âge ne semble respecter que partiellement le principe établi par la HAS de privilégier les classes d'âge les plus à risque. Ainsi, le 12 avril 2021, la vaccination est ouverte aux plus de 55 ans, alors que le taux de vaccination dans la classe d'âge des 60 à 65 ans n'a pas dépassé à cette date les 25 %, et que 65 % des Français souhaitent se faire vacciner.
La déclaration du président de la République appelant à une organisation méthodique en descendant les classes d'âge,, semble ainsi mise en partie en défaut.
Des rendez-vous de vaccination peuvent être pris en ligne via des plateformes de réservation comme Doctolib, Keldoc et Maiia.
Un décret de décembre 2020 autorise la création d'un traitement de données à caractère personnel relatif aux vaccinations contre la covid-19.
Le Canard enchaîné révèle que les médecins libéraux participant à la campagne de vaccination bénéficient d'une rémunération pouvant s'élever à plusieurs milliers d'euros par jour. Cette information semble toutefois contredite par l'Assurance maladie qui fait état d'une rémunération de 105 € de l'heure en semaine et de 115 € de l'heure les samedis après-midi et les dimanches.

## Consentement
La vaccination est facultative et nécessite le consentement du patient ou de son représentant légal ou de la famille en cas d'incapacité constatée.
Une visite médicale pré-vaccinale préalable est obligatoire[réf. nécessaire], dans le but d'avoir une vision éclairée et d'évaluer les bénéfices et risques de la vaccination pour chaque patient. Elle pourrait être remplacée par un dispositif plus direct afin d'accélérer la campagne.
En ce qui concerne la vaccination des adolescents de 12 à 18 ans, les parents devront donner leur accord pour vacciner leurs enfants, d'après Olivier Véran. Le Sénat n'exigera finalement l'accord que d'un seul parent.

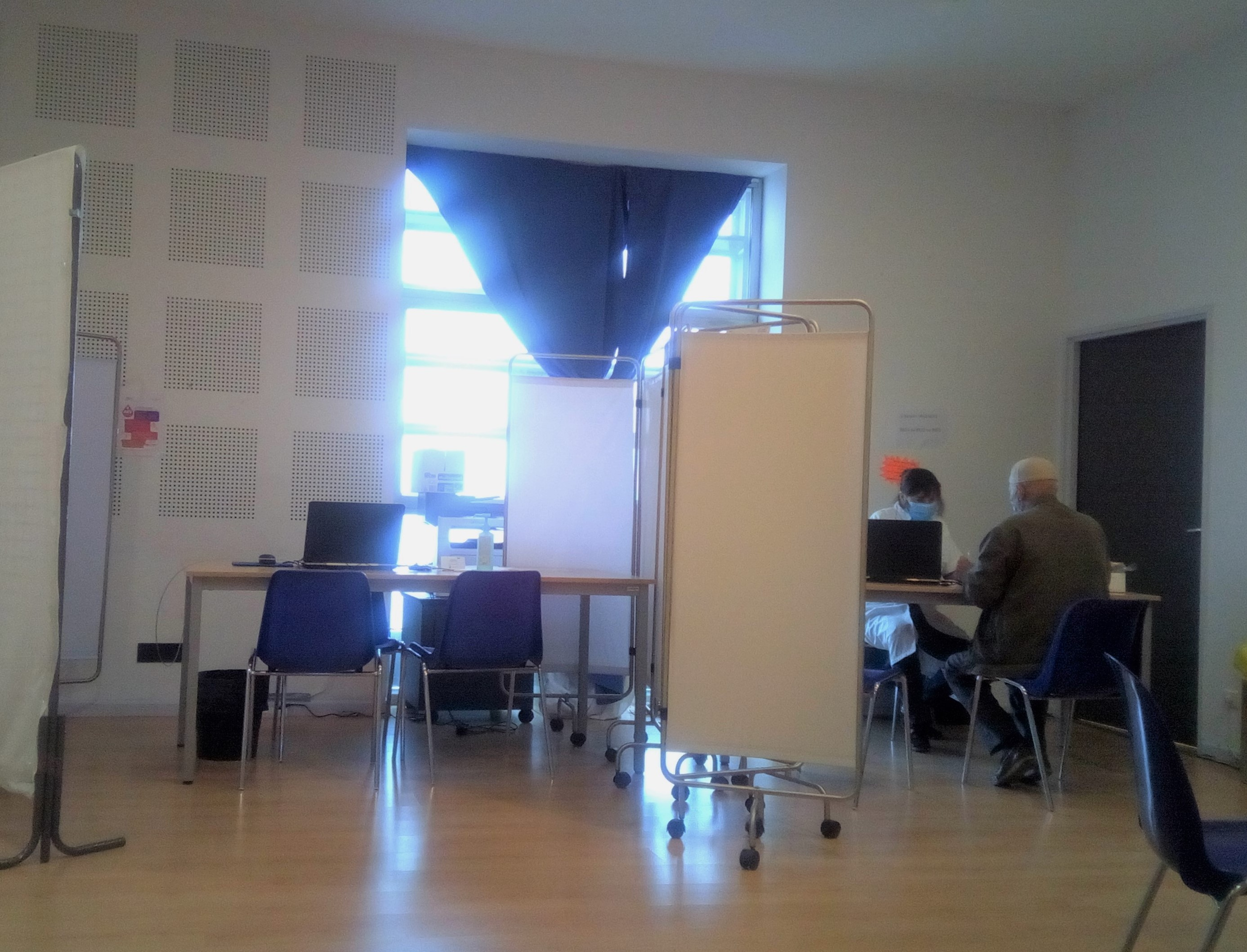
Entretien médical post vaccination, centre de Carpentras.
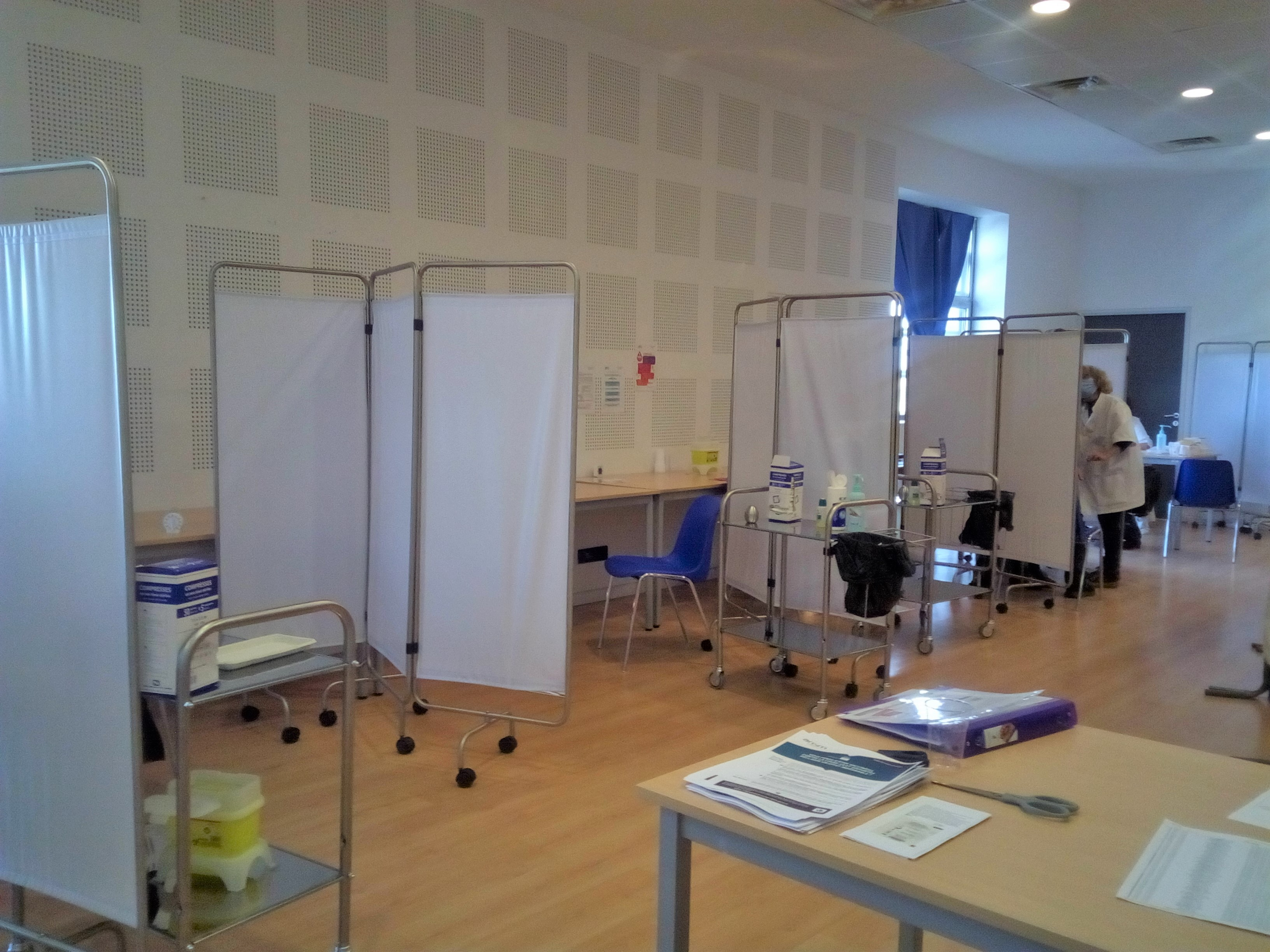
Box séparé pour la vaccination, centre de Carpentras.
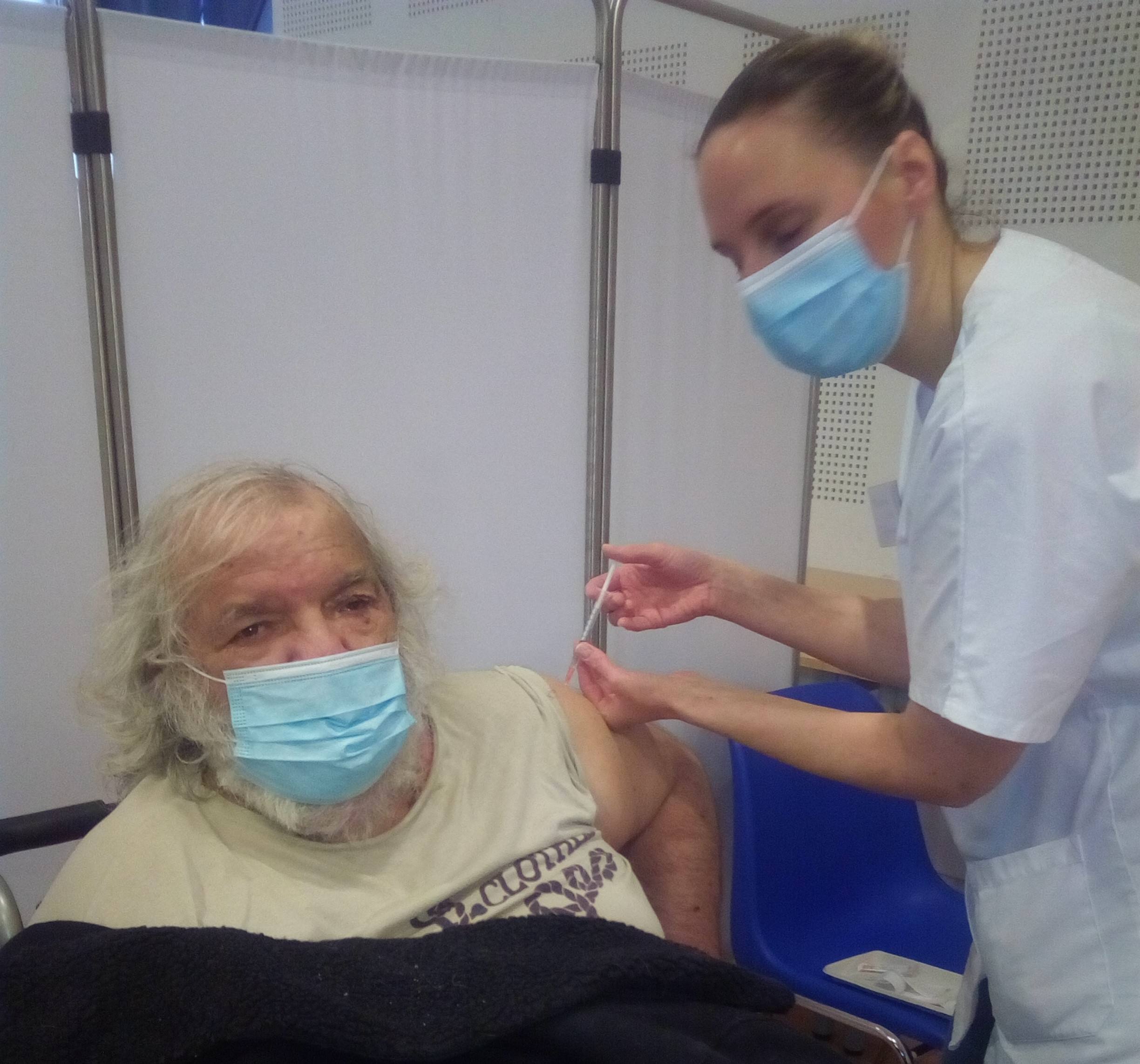
Vaccination au centre de Carpentras.

## Vaccination
Début janvier 2021, deux vaccins sont autorisés : celui de Pfizer (depuis le 22 décembre 2020) et celui de Moderna (depuis le 8 janvier 2021). Ils sont suivis rapidement de deux autres vaccins, AstraZeneca et Janssen, dont l'usage est rapidement limité aux personnes de plus de 55 ans.
Pour le premier vaccin validé en France (Pfizer) deux injections sont requises. Le 26 janvier 2021, le délai entre ces deux injections est maintenu à 3 à 4 semaines, par le ministre de la santé, pour une protection optimum, sachant qu’un éventuel allongement à six semaines, afin d’accélérer le taux de personnes vaccinées parmi la population, avait préalablement été validé par les autorités de santé.
| Vaccin          | 1re dose   | 2e dose    |
| --------------- | ---------- | ---------- |
| Pfizer-BioNTech | 28 374 518 | 20 784 675 |
| Moderna         | 3 396 916  | 2 544 932  |
| AstraZeneca     | 4 331 635  | 3 077 572  |
| Janssen         | 663 210    | 0          |
| Total           | 37 666 279 | 26 408 583 |

En juin 2021, la Haute Autorité de Santé (HAS) préconise « qu’un test rapide d’orientation diagnostique (TROD) sérologique soit proposé au moment de la 1ère injection d’un vaccin contre le SARS-CoV-2, à toutes les personnes immunocompétentes sans antécédent connu d’infection au SARS-CoV-2[1] ». Si le test est positif, montrant une infection antérieure, la deuxième injection ne sera pas administrée.

### Évolution du nombre de personnes vaccinées
Nombre total de personnes ayant reçu au moins une dose au 15 juillet 2021 : 36 766 279 (54,7 % de la population)

Nombre total de personnes ayant reçu deux doses de vaccin ou bien complètement vaccinées au 15 juillet 2021 : 29 265 463 (43,5 %)
Fin juillet, la France dépasse 50 % de vaccination et dépasse les États-Unis, mais reste en retard comparé aux autres pays européens.
Le 17 septembre 2021, Emmanuel Macron annonce que 50 000 000 de personnes ont reçu au moins une dose.
| date                                        | cumul      | Personnes ayant reçu une dose au moins | %       | cumul      | Personnes totalement vaccinées | %       |
| ------------------------------------------- | ---------- | -------------------------------------- | ------- | ---------- | ------------------------------ | ------- |
| 15 juillet 2021                             | 36 766 279 |                                        | 54,7 %  | 29 265 463 |                                | 43,5 %  |
| lundi 19 juillet 2021[réf. non conforme].   | 37 813 475 | (+272 584)                             | 56,30 % | 30 837 893 | (+476 911)                     | 45,90 % |
| vendredi 23 juillet 2021[réf. non conforme] | 39 042 816 | (+422 623)                             | 58,20 % | 32 334 110 | (+466 520)                     | 48,20 % |
| dimanche 25 juillet 2021                    | 39 901 727 | (+117 738)                             | 59,50 % | 33 272 678 | (+98 639)                      | 49,60 % |
| dimanche 1er août 2021                      | 42 533 100 | (+106 088)                             | 63,40 % | 35 481 539 | (+64 087)                      | 52,90 % |
| jeudi 5 aout 2021                           | 44 012 990 | (+352 261)                             | 65,60 % | 36 628 258 | (+277 926)                     | 54,60 % |
| jeudi 12 aout 2021                          | 45 792 392 | (+260 750)                             | 68,20 % | 38 510 140 | (+317 674)                     | 57,40 % |
| lundi 16 aout 2021                          | 46 413 148 | (+175 259)                             | 69,20 % | 39 456 284 | (+344 839)                     | 58,80 % |

- Article connexe : Suivi du nombre de vaccinés par rapport aux objectifs du gouvernement de vaccination contre la covid-19 en 2021, Suivi journalier du nombre de personnes vaccinées

### Vaccination par tranche d'âge
Le tableau suivant indique le nombre personnes complètement vaccinées par tranche d'âge au 21 octobre.
Le graphique qui aurait dû être présenté ici ne peut pas être affiché car il utilise l'ancienne extension Graph, désactivée pour des questions de sécurité. Des indications pour créer un nouveau graphique avec la nouvelle extension Chart sont disponibles ici.

## Efficacité du vaccin
Pour suivre l'efficacité du vaccin, le site web VaxImpact a été mis en place,.

## Effets secondaires
Plus de 4 milliards de personnes dans le monde, soit plus de 60 % de la population mondiale, ont reçu un vaccin contre le covid.
L'Agence nationale de sécurité du médicament relève une centaine de patients ayant développé à la suite de la vaccination des symptômes « non graves », une vingtaine de « graves » et cinq décès. Les liens de causalité entre ces cas et la vaccination restent à établir. Un étudiant de 24 ans est trouvé mort chez lui, dix jours après avoir été vacciné à l’AstraZeneca, une enquête est ouverte.
Les essais de phase 3 ont montré la qualité pharmaceutique, l'efficacité, et la sécurité des vaccins ARN. Le 8 juillet 2021, Le Monde révèle que Moderna et Pfizer prévoient la fin des essais cliniques de phase 3 de leurs vaccins respectivement le 27 octobre 2022 et le 2 mai 2023 pour observer la décroissance des anticorps, la durée de la protection, ainsi que la sécurité de la vaccination sur le long terme.

## Obligation vaccinale
La loi du 5 août 2021 oblige certaines branches professionnelles à se faire vacciner. Cette obligation concerne tous les soignants, le personnel administratif des établissements de santé et des EHPAD, ainsi que les pompiers et les gendarmes, sous peine de sanctions disciplinaires ou de suspension de salaire.
Par Bernard Jomier, "rapporteur de la commission d'enquête puis président de la mission d'information sur le Covid-19", le groupe du parti Socialiste dépose au Sénat, le 31 août 2021, une proposition de loi « instaurant la vaccination obligatoire contre le SARS-CoV-2 » pour tous. Le débat parlementaire s'est tenu le 13 octobre 2021 et la proposition a été rejetée,. Les autres pays qui ont déjà pris cette décision sont le Tadjikistan, le Turkménistan et le Vatican.
Fin août 2021, les policiers et les enseignants, qui n'ont pas d'obligation vaccinale, sont, d'après leurs ministres de tutelle, vaccinés à 70 % pour les policiers et à 80 % pour les enseignants.
L'obligation effective au 15 septembre a soulevé des interrogations et l'indignation, chez une partie des personnes concernées et de leurs représentants syndicaux comme FO ou la CGT.
Au 4 octobre 2021, depuis le 15 septembre 2021, plus de 1 400 salariés des hôpitaux, cliniques et maisons de retraite d'Île-de-France ont fait "l'objet d'une suspension pour non-respect de l'obligation vaccinale contre le Covid-19".

### Recours juridiques
La vaccination obligatoire fait l’objet de plusieurs recours auprès du Conseil d’État dès sa promulgation.
En septembre 2021, un avocat niçois dépose "deux requêtes collectives de personnels d’hôpitaux publics ou privés, mais aussi de libéraux", en vue de suspendre puis annuler "le décret d’application du 7 août imposant la vaccination obligatoire pour les soignants". Il représente 522 soignants, personnels administratifs et sapeurs-pompiers exerçant dans les Alpes maritimes mais aussi dans les départements limitrophes.
Plusieurs référés suspension sont déposés devant la justice administrative par des soignants suspendus de leur contrat de travail. Au 21 octobre, ces recours de soignants ont été rejetés.
Le 5 juillet 2023, la Chambre sociale de la Cour de Cassation a rendu un arrêt (n°22-24.712) qui valide l’obligation vaccinale contre la Covid-19 pour certains salariés (notamment du secteur sanitaire). Dans cet arrêt publié au bulletin, la Cour juge que la mesure d’obligation vaccinale poursuivait un objectif constitutionnellement légitime de protection de la santé publique.

## Participation de McKinsey
Au cours de la campagne de vaccination contre le Covid-19 en France, une polémique est née autour du recours massif aux cabinets de conseil privés, en particulier McKinsey & Company. Ce cabinet américain, a été mandaté par le gouvernement français pour encadrer des aspects logistiques et opérationnels du plan vaccinal, aux côtés d'autres cabinets comme Accenture, Citwell ou JLL. Selon des révélations médiatiques (notamment Le Canard Enchaîné et Politico en janvier 2021), McKinsey aurait perçu jusqu’à 2 millions d’euros par mois pour ses prestations.
La mission de McKinsey, décrite de façon partielle par les autorités, incluait du benchmarking international, la coordination logistique et le suivi opérationnel. Cette implication a surpris certains hauts fonctionnaires, soulignant que, pour des campagnes précédentes comme celle contre le H1N1, ces tâches étaient entièrement gérées en interne par l’administration. Des voix politiques ont dénoncé une dépendance excessive de l’État à l’égard de consultants privés, remettant en question la capacité de l’administration publique à gérer seule des crises sanitaires.
La controverse a été alimentée par les liens supposés étroits entre McKinsey et Emmanuel Macron, noués depuis 2007 dans divers cercles technocratiques et think tanks. L’opposition a dénoncé un entre-soi problématique, McKinsey étant également intervenu à titre gratuit dans d'autres domaines stratégiques de l’État. Par ailleurs, des éléments de collusion politique ont été évoqués à travers les MacronLeaks de 2017, révélant des échanges entre le cabinet et le parti La République en Marche, bien que non facturés ni déclarés.
L'affaire a aussi soulevé des questions fiscales : McKinsey France, bien qu’ayant des bureaux à Paris, est juridiquement domicilié dans le Delaware (États-Unis), un État fiscalement avantageux. Selon Le Monde et la commission d'enquête du Sénat, la firme n’aurait payé aucun impôt sur les bénéfices en France pendant plusieurs années, relançant le débat sur la fiscalité des multinationales opérant pour le compte de l’État.